# Ali Rahbari
Ali (Alexander) Rahbari (en persa, علی رهبری; Teherán, 1948) es un compositor y director de orquesta iraní, que dirigió a más de 120 orquestas europeas, incluyendo la Orquesta Filarmónica de Berlín.
Rahbari estudió violín y composición con Rahmatollah Badiee y Hossein Dehlavi en el conservatorio de música nacional de Persia. Desde la edad de 17 años fue violinista de la Orquesta de la Administración de Bellas Artes. Después, gracias a una beca, se trasladó a Austria. Allí continuó sus estudios de composición y dirección en la Academia de Viena con Gottfried von Einem, Hans Swarovsky y Karl Österreicher.
Algunos meses después de volver a Persia (Irán), en 1973 se convirtió en director del Conservatorio de música nacional de Persia y en 1974 director del Conservatorio de Música de Teherán hasta 1977. Aquel año emigró a Europa. Ese mismo año ganó el primer premio de la Competición internacional de Besanzón para jóvenes directores, Francia. En 1979 dirigió la Orquesta Filarmónica de Berlín y en 1980 fue ayudante de Karajan en el Festival de Pascua de Salzburgo. Desde 1988 hasta 1996 Rahbari fue el director principal de la Orquesta Filarmónica de la Radio y Televisión Belga y después se convirtió en director musical de la Orquesta Filarmónica de Zagreb. 

En 2005 regresó a Irán para interpretar la Novena Sinfonía de Beethoven en Teherán; muchos conservadores y los periódicos acusaron a Rahbari de promocionar valores occidentales. Dimitió de la Orquesta sinfónica de Teherán y abandonó Irán como signo de protesta ante la industria musical de Irán. 

## Composiciones selectas
- Concierto para violín persa "Nohe Khan"
- Beirut, para nueve flautas
- Música por los Derechos Humanos
- Ballets persas